# Im Fadenkreuz des Todes
Im Fadenkreuz des Todes ist ein Thriller von John Terlesky, erschienen 1999.

## Handlung
Die geheime Organisation der Regierung „Sektion Alpha“ bekämpft den Terrorismus. Als die Ziele ausbleiben, verursacht sie selbst einige Hubschrauberabstürze, damit ihre Existenz gerechtfertigt wird.
Der Reporter Jordan McNamara untersucht die Katastrophen. Die Killerin von „Sektion Alpha“ Jenna wird auf ihn angesetzt. Sie sieht ihn zusammen mit seiner Tochter und bricht den Auftrag ab.
Ein Team unter der Leitung von Dalton soll McNamara töten. Jenna verteidigt ihn.

## Hintergrund
Der Thriller wurde in Los Angeles gedreht.

## Kritiken
- Clint Morris schrieb in Moviehole, „Action Nonstop“ treffe Klischees.
- Diane Selkirk schrieb im Apollo Movie Guide, die Handlung sei „gewunden“ und „absurd“. Es sei schwer, ihr zu folgen.[1]
- Im Lexikon des internationalen Films steht: „Deutlich unterproduzierter Thriller, der seine schon häufig erzählte Geschichte nur ungenügend variiert.“[2]